# Matt Biondi
Matthew Nicholas Biondi (Moraga, California, 8 de octubre de 1965) es un ex-nadador estadounidense, que participó en tres Juegos Olímpicos y ganó once medallas, ocho de ellas de oro.

## Comienzos
Empezó a nadar a la edad de cinco años. Con 18 años hizo un sensacional tiempo de 50.23 en los 100 metros, lo cual le situó en la élite mundial. Obtuvo una beca para la Universidad de California, y allí era miembro de los equipos de natación y de waterpolo, deportes que compaginó bastante tiempo. En waterpolo ganó el Campeonato Universitario de Estados Unidos (NCAA) en 1983, 1984 y 1987 y estaba considerado uno de los mejores jugadores estadounidenses.
Con 19 años, en 1984 se clasificó para el equipo olímpico estadounidense de relevos 4 x 100 m libres que compitió en los Juegos de Los Ángeles, con el que ganó la medalla de oro, estableciendo un récord mundial.

## Batiendo récords
En 1985 batió sus primeros récords del mundo individuales. En Mission Viejo, California rebajó el tope mundial de 100 metros libres en dos ocasiones el mismo día, dejándolo primero en 49.24 y luego en 48.95. El anterior récord lo tenía su compatriota Rowdy Gaines desde 1981 con 49.36. En ese año también brilló en los Campeonatos Pan Pacific de Tokio, donde ganó siete medallas, cinco de ellas de oro.
En los Campeonatos del Mundo de Madrid 1986 ganó siete medallas, tres de oro en 100 libres, 4 x 100 libres y 4 x 100 estilos, una de plata en 100 mariposa y tres de bronce en 50 libres, 200 libres y 4 x 200 libres. Este mismo año volvió a batir por tercera vez el récord de los 100 libres en Orlando, Florida con 48.74.

## Juegos Olímpicos de Seúl 1988
El gran acontecimiento para Matt Biondi serían los Juegos Olímpicos de Seúl 1988. Antes de los Juegos había vuelto a batir su récord de los 100 libres en Austin, Texas, hasta dejarlo en 48.42 (este récord estaría vigente hasta 1994). En Seúl atrajo la atención de todos los aficionados y medios de comunicación del mundo por su propósito de repetir la hazaña del mítico Mark Spitz, ganador de siete medallas de oro en los Juegos de 1972. Al final el objetivo era tan ambicioso que no pudo conseguirlo en su totalidad. Fue derrotado en los 200 libres por el australiano Duncan Armstrong y el sueco Anders Holmertz, y en los 100 mariposa por el sorprendente nadador de Surinam Anthony Nesty.
Al final se llevó de Seúl cinco medallas de oro (en 50 y 100 libres, y relevos 4 x 100 libres, 4 x 100 estilos y 4 x 200 libres), una de plata (100 mariposa) y una de bronce (200 libres), en lo que fue una actuación sensacional que convirtieron en uno de los protagonistas de los Juegos. En Seúl batió además los récords mundiales de 50 m libres, y de los tres relevos, 4 x 100 libres, 4 x 200 libres y 4 x 100 estilos.
A partir de los Juegos Biondi se tomó las cosas con calma, y de hecho dejó de aparecer en los primeros puestos de los rankings y sus tiempos eran peores que antes. En los Mundiales de Perth de 1991 logró una victoria con el equipo de relevos 4 x 100 libres. Ese año también destacó en los Campeonatos Pan Pacific de Edmonton, Canadá, ganando en 100 libres, 100 mariposa y los relevos 4 x 100 libres y 4 x 100 estilos. Solo fue batido en 50 libres por su compatriota Tom Jager.

## Juegos Olímpicos de Barcelona 1992
En 1992 le costó bastante clasificarse para los Juegos Olímpicos de Barcelona. Una vez en la capital catalana, no brilló demasiado pues habían aparecido nuevas figuras más jóvenes, pero ganó una medalla de plata en los 50 libres, superado por el ruso Alexander Popov, y se quedó a las puertas del podio en 100 libres al finalizar cuarto. No obstante se llevó de Barcelona dos medallas de oro en los relevos 4 x 100 libres y 4 x 100 estilos. En tres participaciones olímpicas Biondi había conseguido once medallas, ocho de ellas de oro.
Después de 1992 prácticamente se retiró de la competición. Matt Biondi fue el mejor nadador de la década de los 80, y destacó por su carisma y su deportividad dentro y fuera de las piscinas. Actualmente vive en Hawái y se dedica a la formación de nadadores.
- Datos: Q177969

1. 1 2  «Matt Biondi». olympedia.org (en inglés).